# Gontran a volé un enfant
Gontran a volé un enfant è un cortometraggio del 1912 diretto da Lucien Nonguet.

## Trama
Lo sfortunato Gontran, si diverte a guardare due donne che litigano all'angolo di una strada, per un'enorme testa di cavolo. Una delle due donne, porta un bambino, che bruscamente lo mette tra le braccia di Gontran. Litigano fino a quando un poliziotto le porta alla stazione di polizia e Gontran rimane ovviamente con il bambino sulle sue braccia. Non sapendo cosa fare, cerca di lasciarlo nell'ingresso di una casa, ma il portiere lo costringe a riprenderselo. Prova a lasciarlo ai piedi di un muro, ma le urla di un poliziotto lo avvertono che in quel luogo è vietato depositare. Ad un certo punto, vede un gruppo di poliziotti, Gontran vuole dare a loro il bambino, ma loro si limitano solo a prendere il suo nome, restituendogli il suo imbarazzante fardello. Gontran, deluso va a casa, ma gli viene impedito di entrare in casa dal custode che gli dice "Nessun figlio in questa casa". Una volta raggiunto il suo appartamento, sua moglie si arrabbia con lui, perché si è permesso di portare a casa un bambino. Nel frattempo, la madre del bambino viene rilasciata dal dipartimento di polizia, iniziando così la ricerca del bambino. La donna raggiunge la casa di Gontran, giusto in tempo per aggiungere il suo pestaggio a quello di sua moglie. Gontran protesta, ma cosa può fare contro due donne?